# John Dillermand
John Dillermand ("John l'uomo pene" in danese) è serie televisiva animata danese creata da Jacob Ley e realizzata con la tecnica dello stop-motion.
La serie è stata presentata in anteprima su DR Ramasjang e DRTV il 2 gennaio 2021 ed è andata in onda fino al 14 ottobre 2022 per un totale di 39 episodi della durata di 5 minuti distribuiti su 2 stagioni. 
La serie racconta le avventure di John, che ha un pene straordinariamente lungo, che cerca di utilizzare per risolvere vari problemi. È trasmesso su DR Ramasjang dal 2021.